# シラヤ語
シラヤ語（シラヤご）はオーストロネシア語族台湾諸語に属する言語である。漢字で西拉雅語と表記される。台湾のシラヤ族により話されていた言語であり、台湾の台南市、花蓮県、台東県に話者が分布していた。
かつてはシラヤ語の方言の新港語は書き言葉として用いられていて、新港文書に残されている。
現在、復興のための取り組みが行われている。

## 復興運動
17世紀来台のオランダ伝教師、Daniël Gravius（1616年－1681年）は『マタイによる福音書』をシラヤ語に翻訳、シラヤ人にローマ字によるシラヤ語の書記法を教えた。
その為、ローマ字でシラヤ語によって書かれた土地使用貸借、売買に関する『新港文書』、古オランダ語とシラヤ語対照刊本『マタイによる福音書』などの古文献が残された。
その後、一度、シラヤ語は、日常生活の言語としては途絶えたが、シラヤ族の中から正名運動がまき起こるに従い、言語の復興への取り組みも行われつつある。 特に、シラヤ族の女性と結婚した、フィリピン人音楽家、エドガー・マカピリ（Edgar L. Macapili／漢名は萬益嘉）が、ビサヤ語の知識を頼りに古文献を読みこみ、シラヤ語を研究し、辞典や教本を開発、家族ぐるみで言語復興に取り組んでいる。また、2016年より新化区の小学校でもシラヤ語の授業が始まった。